# Binh
Das Binh war eine Masseneinheit in Annam, einer Region Südostasiens. Heute gehört der größere Teil dieser Region zu Vietnam.
- 1 Binh = 50 Kahn = 32,24 Kilogramm
  - 1 Kahn (Pfund) = 16 Lüong = 160 Dong = 624,8 Gramm[1]